# Jürgen C. Frölich
Jürgen Christoph Frölich (* 1939 in Rudolstadt, Thüringen) ist ein deutscher Facharzt und Professor für Pharmakologie. Bis zu seiner Emeritierung lehrte Frölich an der Medizinischen Hochschule Hannover (MHH) und war dort Gründer und Leiter des Instituts für Klinische Pharmakologie. Frölich erregte Aufsehen und erlangte Bekanntheit durch die Publikation und Thematisierung erhöhter Todesfallzahlen durch Unerwünschte Arzneimittelwirkungen sowie den Auftritt u. a. in Dokumentarfilmen und Politmagazinen. Frölich ist wesentlicher Mitinitiator und Pionier der Entwicklung, dass die klinische Pharmakologie für Medizinstudenten zum Pflichtfach wurde und Arzneimitteltherapiesicherheit (AMTS) seit dem Jahr 2005 zu einer festen Bezugsgröße in der Arzneimitteltherapie werden konnte.

## Werdegang und Leben
Nach der Schulzeit am Gymnasium Osterode am Harz und nachfolgend dem Studium der Humanmedizin, Staatsexamen und Promotion an der Freien Universität Berlin begann Frölich seit 1964 seine Tätigkeit in der pharmakologischen Forschung und war seit 1973 als „Assistant Professor of Medicine and Pharmacology“, seit 1977 dann als „Associate Professor of Medicine and Pharmacology“ u. a. an der Vanderbilt University in Nashville, Tennessee tätig. Frölich kehrte nach Deutschland zurück und wurde ab 1977 Leiter des Instituts für klinische Pharmakologie am Robert-Bosch-Krankenhaus in Stuttgart. Im Jahr 1984 beauftragte das Ministerium für Wissenschaft und Kultur des Landes Niedersachsen Frölich damit, an der Medizinischen Hochschule Hannover ein Institut für klinische Pharmakologie zu gründen, als dessen Leiter er seitdem eingesetzt wurde. Frölich wurde häufig als Sachverständiger bei Gerichtsverhandlungen hinzugezogen, wo es um Fälle von Erblindung, lebenslanger Dialyse, akutes Nierenversagens, lebensbedrohliche Herzrhythmusstörungen oder auch Todesfälle ging. Frölich wirkt(e) in mehreren Fachorganisationen, u. a. der Arzneimittelkommission der deutschen Ärzteschaft (AkdÄ), als Mitglied, Gutachter oder Vorsitzender mit.
Zum 31. März 2004 ging Frölich in den Ruhestand, war aber auch danach noch Mitwirkender in einigen TV-Formaten (s. Mitwirkung in Dokumentarfilmen, Politmagazinen etc.). Frölich war Gesellschafter bei den Firmen Atheso Arzneimittelsicherheit GmbH in Hannover und FBR Arzneimittel in Springe (s. „Gesellschafter bei Atheso und FBR Arzneimittel“).

### Engagement für die klinische Pharmakologie und in der Arzneimitteltherapiesicherheit
Frölich kritisierte wiederholt die Schwächen in der Mediziner-Ausbildung und setzte sich für die Aufnahme der klinischen Pharmakologie als Pflichtfach in den Lehrplan ein. Das gelang nach langjähriger Verhandlung mit dem Bundesministerium für Gesundheit: Die Approbationsordnung verlangt nun, Medizinstudierende in klinischer Pharmakologie auszubilden und zu prüfen. Über viele Jahre publizierte und argumentierte Frölich wiederholt Zahlen, Folgen, Zusammenhänge, Ursachen und Abhilfemöglichkeiten in Bezug auf Unerwünschte Arzneimittelwirkungen und die daraus resultierenden Todesfälle und Schädigungen, bei denen er auch das individuelle Patientenleid betonte: „Ich mache diese ganzen Zahlen an den Todesfällen fest und ich kann ihnen zahlreiche Todesfälle durch unerwünschte Arzneimittelwirkungen aufzeigen. Individuelle Patienten kann ich ihnen benennen.(…) Was mich eben auch sehr bedrückt, daß es sehr viele Schädigungen durch unerwünschte Arzneimittelwirkungen gibt, die unter Umständen den Patienten lebenslang, lebenslang schwer beschädigen.“ Frölich nutzte dazu auch zahlreiche Medien und übte gleichfalls Kritik gegenüber dem eigenen (ärztlichen) Kollegium und den Vertretern der pharmazeutischen Branche. Auf Basis der Angaben früherer Publikationen anderer Verfasser sagte Frölich 1999 gegenüber Panorama, man müsse davon ausgehen, „daß im Bundesgebiet 25.000 Patienten jedes Jahr an unerwünschten Arzneimittelwirkungen sterben und daß es zu 500.000 schweren arzneimittelbedingten unerwünschten Wirkungen kommt.“ Diese Zahlen korrigierte er später nach oben.
Als einen wichtigen Faktor zur Lösung des Problems sah Frölich dabei, unzureichende Information angesichts erheblicher Zahlen von Medikamenten und deren Neben- und Wechselwirkungen zu beheben. 2001, zum Zeitpunkt des Skandals um den Blutfettsenker Lipobay, mahnte Frölich, es müsse „schnellstens mehr aktuelle Information über Arzneimittel-Sicherheit und richtige Dosierung direkt zum niedergelassenen Arzt gelangen“. Dazu schlug Frölich die „Einrichtung eines flächendeckenden Netzes von Experten vor, die rund um die Uhr erreichbar sind“. Nötig sei weiterhin, so Frölich, für jedermann ein „Zugang zu unabhängigen Informationsquellen über Medikamente“. Stattdessen gebe es ein „Informationsdefizit auf breiter Front“, Ärzte als auch Patienten betreffend, da Informationen (etwa Fachinformationen zu Medikamenten) seitens der Pharmazeutischen Industrie „in Panzerschränken“ gelagert würden, anstatt sie im Internet zu veröffentlichen.
Als Reaktion auf den Skandal um das Rheumamittel Vioxx und dessen Rücknahme durch den Hersteller forderte Frölich 2004, neue Medikamente nach der Zulassung intensiver zu beobachten und sah dabei die Ärzte in der Pflicht: „Ärzte müssen verpflichtet werden, über jeden Patienten, den sie mit dem neuen Medikament behandeln, zu berichten“. Nur so sei es möglich, insbesondere seltene Nebenwirkungen frühzeitig zu erkennen und Todesfälle zu vermeiden.

### Aufbau eines Arzneimittelinformationsdienstes
Um solche Ziele erreichen zu können, wirkte Frölich an der Entwicklung eines Arzneimittelinformationsdienstes (AID) bzw. -systems, über das sich Ärzte zu individuellen Dosierungen bzw. Wechsel- und Nebenwirkungen informieren können. 1994 richtete Frölich zusammen mit der Kassenärztlichen Vereinigung Niedersachsen (KVN) an der Medizinischen Hochschule Hannover den Arzneimittelinformationsdienst AID bzw. das „Arzneimittelinformationssystem“ (AIS) ein. 2001 sagte er gegenüber „Bild der Wissenschaft“ in Bezug auf den bestehenden „AID“ in Hannover, er wünsche sich, „dass dies Schule macht und in absehbarer Zeit zu einem Deutschland weiten Informationssystem führt, zu einer Datenbank mit regionalen Kompetenzschwerpunkten.“
Die Publikationen und die Erfolge Fröhlichs in Niedersachsen stießen bei der Arzneimittelkommission der deutschen Ärzteschaft (AkdÄ) 1998 auf offene Ohren und es wurde „von mehreren Diskutanten der Wunsch nach Verbreiterung und allgemeiner Zugänglichkeit eines Arzneimittelinformationsdienstes, wie er exemplarisch in Hannover entstanden ist, ausgedrückt“. Letztlich konnte dieser mittels der kassenärztlichen Bundesvereinigung (KBV) und dem Bundesministerium für Gesundheit umgesetzt werden. Mittlerweile existieren an zahlreichen Instituten für klinische Pharmakologie solche Einrichtungen.
An der Medizinischen Hochschule Hannover wurde das „AIS“ weiter zum heutigen „Arzneimitteltherapieinformationssystem“ (ATIS) ausgebaut. Frölich war damit wesentlicher Mitinitiator der neueren positiven Entwicklungen, so etwa
- im Jahr 2005 der 1. Deutsche Kongress für Patientensicherheit bei medikamentöser Therapie. Seit 2005 ist die Arzneimitteltherapiesicherheit (AMTS) damit zu einer festen Bezugsgröße in der Diskussion über Arzneimitteltherapie geworden.
- konkretisiert im „Aktionsplan zur Verbesserung der Arzneimitteltherapiesicherheit in Deutschland“ des Bundesministeriums für Gesundheit (BMG).[15]
- die Verbesserung der „Arzneimitteltherapiesicherheit“ (AMTS) wurde auch eines der wesentlichen Ziele des ebenfalls 2005 gegründeten Vereins Aktionsbündnis für Patientensicherheit e.V. (APS).[16] Für die AMTS wurden entsprechende Handlungsempfehlungen herausgegeben.[17]
- die Einrichtung einer ersten – in Deutschland einzigartigen – Professur für Arzneimittelsicherheit im Jahr 2011 an der Medizinischen Hochschule Hannover.[18]

#### Gesellschafter bei Atheso und FBR Arzneimittel
Die Entwicklung eines „AIS“ (optimiert als „CPOE-CDS“, d. h. CPOE inkl. „Clinical decision support“, z. B. Warnung vor Arzneimittelinteraktionen) als von Experten unterstützte Softwarelösung wurde von Frölich und zahlreichen Vertretern seiner Fachrichtung zur Erreichung angemessener Patientensicherheit in der modernen Arzneimitteltherapie für zwingend erforderlich befunden. Begründet wird dies mit einer enorm großen (und steigenden) Arzneimittel- und Wirkstoffzahl zzgl. einer diesbezüglichen Vielzahl an wissenschaftlicher Publikationen, die ein Arzt im Alltag unmöglich bewältigen könne. Lt. Fröhlich sind die Fachinformationen der Hersteller aus industriefinanzierten, nach Belieben teilweise oder gar nicht veröffentlichten Studien diesbezüglich ungenügend, ein Zustand der auch von Vertretern der Arzneimittelkommission der deutschen Ärzteschaft (AkdÄ) bereits häufig kritisiert wurde.
Neben einer barrierefreien Bereitstellung von Informationen ist dementsprechend eine solche „mit Expertenwissen gefütterte“ und kontrollierte Softwarelösung bzw. deren weitere Verbesserung auch weiterhin Teil der Forderungen im „Aktionsplan AMTS 2013-14“. Ziel und Arbeitsprinzip des Systems ist, mittels der Software eine ärztlich beabsichtigte Medikamentengabe bei spezifischen Erkrankungen und Unverträglichkeiten (z. B. Allergien), u. a. altersbedingten spezifischen Stoffwechselleistungen sowie Neben-, Wechselwirkungen und Dosierungen der Medikamente kritisch abzugleichen und ggf. Warnungen und angepasste Dosisempfehlungen herauszugeben. Insofern ergibt sich gleichfalls die Notwendigkeit, Expertenwissen von Pharmakologen mit dem Know-how von Softwareentwicklern zu kombinieren, ein Umstand, der lange Zeit nicht dazu führte, dass qualitative Systeme am Markt verfügbar waren.
Noch 2003 bezeichnete Fröhlich das an der MHH entwickelte AIS-System als unausgereift, dennoch stellte das System ein Novum dar. Fröhlich entwickelte das System weiter. Von Juli 2005 bis September 2008 war Frölich Prokurist der Atheso Arzneimittelsicherheit GmbH in Hannover. Die Atheso GmbH vertrieb das von Frölich an der Medizinischen Hochschule Hannover zur Arzneimitteltherapiesicherheit (AMTS) entwickelte Arzneimittelinformationssystem „AIS“ (CPOE-CDS, s. o.) unter dem Namen „TheraOpt“. 2009 gab die Firma ID GmbH & Co. KGaA, Marktführer der Branche, die Übernahme des TheraOpt-Systems und Integration in eigene Systeme bekannt, die Atheso GmbH ist mittlerweile nicht mehr existent. „TheraOpt“ wird seitens der ID GmbH an Anbieter von Krankenhausinformationssystemen (KIS) vertrieben.
Da Frölich ab dem Jahr 2005 begann, das in jahrelanger Arbeit maßgeblich selbst entwickelte System „AIS“ als TheraOpt auch kommerziell zu nutzen, aber gleichfalls via TV weiterhin nachdrücklich Kritik an den aus seiner Sicht häufig mangelhaften Beratungen in Apotheken übte, stand Fröhlich im Kreuzfeuer der Apothekerkritik.
Frölich machte sich 2012 als alleiniger Gesellschafter des Unternehmens FBR Arzneimittel GmbH in Springe erneut selbständig, die Firma befand sich 2014 im Insolvenzverfahren.

### Publikation erhöhter Todesfallzahlen
2003 publizierte Frölich in Hannover die Zahl von 58.000 Toten, wobei sich dies ausschließlich auf die Innere Medizin beziehe und chronische Schädigungen wie zum Beispiel Dialysepflichtigkeit im Faktor 1:20 noch hinzukämen: „Auf einen Todesfall durch falsche Medikation kommen 20 Fälle, in denen die Patienten ihr Leben lang leiden. Wer wegen einer Fehlbehandlung anschließend dreimal in der Woche zur Dialyse muss, dessen Leben ist verdorben“, so Frölich gegenüber der Berliner Zeitung. Grundlage für die Berechnungen des Mediziners ist eine norwegische Studie des Internisten Just Ebbesen und Kollegen, deren Ergebnisse lt. Frölich auf Deutschland direkt übertragbar seien.
Zwei Jahre beobachtete das Kollegium um Ebbesen 14 000 Patienten, untersuchte deren Blut vor und nach dem Tod auf Wirkstoffe. 571 der insgesamt 732 Toten wurden autopsiert. Anhand der Untersuchungsergebnisse stellte eine unabhängige Kommission aus klinischen Pharmakologen und Internisten fest, dass 133 der 732 Verstorbenen falsch dosierte oder zusammengestellte Medikamente verschrieben bekommen hatten und an den Folgen dieser Medikation gestorben waren. 66 dieser Fälle wären den Experten zufolge vermeidbar gewesen. Das sei „fünfmal so viel wie bisher angenommen“, sagte Frölich.

„Wir gehen davon aus, dass alleine in den internistischen Abteilungen pro Jahr 58.000 Patienten durch unerwünschte Arzneimittelwirkungen ums Leben kommen. Das ist ein kleiner Teil von allen Krankenhausaufnahmen, die stattfinden, und das ist ein kleiner Teil von allen Todesfällen, die durch Arzneimittel tatsächlich stattfinden.(…) Wir müssen ja bedenken, dass etwa zehn Prozent der Krankenhausliegezeit bedingt ist durch unerwünschte Arzneimittelwirkungen; dass Krankenhausaufnahmen zu fünf Prozent bedingt sind durch unerwünschte Arzneimittelwirkungen, und in den Abteilungen, wo ältere Patienten liegen - und das ist fast bei allen unseren internistischen Abteilungen der Fall - fünfzehn Prozent der Krankenhausaufnahmen bedingt sind durch unerwünschte Arzneimittelwirkungen. Das muss man sich mal vor Augen halten! Das ist die häufigste Krankheit, die es gibt! (…) Ich mache diese ganzen Zahlen an den Todesfällen fest und ich kann ihnen zahlreiche Todesfälle durch unerwünschte Arzneimittelwirkungen aufzeigen. Individuelle Patienten kann ich ihnen benennen.(…) Was mich eben auch sehr bedrückt, daß es sehr viele Schädigungen durch unerwünschte Arzneimittelwirkungen gibt, die unter Umständen den Patienten lebenslang, lebenslang schwer beschädigen.“

Zuvor ging das Bundesinstitut für Arzneimittel und Medizinprodukte von 8 000 bis 16 000 Todesfällen pro Jahr durch eine zu hohe oder zu niedrige Dosierung oder eine falsche Kombination von Arzneimitteln aus, davon würden, so Frölich, „nur 1.700 offiziell registriert“. Hochrechnungen US-amerikanischer Zahlen ergaben jedoch für Deutschland schon damals ca. 25.000 Tote. Grundlage bisheriger Zahlen seien „freiwillige Meldungen“ von Ärzten an das Bundesinstitut, sagte Frölich der Berliner Zeitung: „Und natürlich ist es für einen Mediziner immer unangenehm, zugeben zu müssen, dass sein Patient an der von ihm verordneten Medikation gestorben ist.“ „Trotzdem ist es im Zweifelsfall immer die Krankheit, an der der Patient stirbt.“ In der Dokumentation "Tödliche Pillen" (2004) wurde auch thematisiert und begründet, dass deshalb „täglich Arzneimittelpfusch vertuscht“ würde. Frölich zeigte dies anhand einer beispielhaften Untersuchung am Universitätsklinikum Magdeburg (Notaufnahme).
Ein großer Teil dieser Sterbefälle (rund 28.000 der 58.000) und weiterhin Schädigungsfälle sei vermeidbar und auf ärztliche Fehler und Unkenntnis bei der Berechnung zurückzuführen, veröffentlichten J. Schnurrer und Frölich 2003. Da man zunächst von wesentlich niedrigeren Zahlen ausging, erregte die Zahl großes Aufsehen und führte zu kontroversen Diskussionen. Frölich galt manchen Kollegen als Nestbeschmutzer, erfuhr dann aber von Kollegen wie Bruno Müller-Oerlinghausen später auch Rückendeckung.

### Tätigkeit in Fachorganisationen
- 1976–1978 beim National Institute of Health
- seit 1985 in der Arzneimittelzulassung beim Bundesgesundheitsamt
- als Gutachter der Deutschen Forschungsgemeinschaft
- als Gutachter des Swiss National Fond
- Vorstand der Deutschen Gesellschaft für Klinische Pharmakologie und Therapie e.V. (GKPharm)[30]

### Herausgeber
- Klinische Pharmakologie
- Praktische Arzneitherapie
- Pflegehandbuch Arzneitherapie
- Plasmaspiegel – Wirkungsbeziehungen von Pharmaka

### Mitwirkung in Dokumentarfilmen, Politmagazinen etc.
- Thomas Berndt, Christian Kossin: Tödliche Nebenwirkungen – 20.000 Opfer durch Medikamente. Panorama, 24. Juni 1999, 21:15 Uhr.[31]
- Erich Schütz, Detlev Koßmann: „Tödliche Pillen“ Teil 1 in 3-teiliger SWR-Serie „Die Gesundheitsfalle“. Sendetermin: 15. Juli 2004, 20:15 Uhr auf Phoenix.
- Theo Koll u. a.: „Gefährliche Pillencocktails - Wechselwirkungen bei Medikamenten“ (Sendungs-Untertitel). In: Frontal21, Folge 272 vom 20. Mai 2008.[32]
- Norbert Lehmann, Stefan Orthmann u. a.: „Vorsicht bei Risiken und Nebenwirkungen – Wie gut wird in Apotheken wirklich beraten?“ (Sendungs-Untertitel). In:  „ZDF.Reporter“, Sendung vom 23. April 2009,[33]
- Stefan Orthmann u. a. in: „Niedersachsen 19.30“, NDR, Juni 2008 (Apothekentest).

## Auszeichnungen
- 1967–1968 Robert A. Welch Foundation "Post Doctoral Fellowship"
- 1970–1972 Forschungsstipendium, Deutsche Forschungsgemeinschaft (Aufenthalt an der Vanderbilt University, Nashville, Tennessee, USA)
- 1973 Pfizer Travelling Fellow, Montreal, Canada
- 1976 Burroughs-Welcome Visiting Professor, St. Louis, USA
- Ehrenmitglied der Deutschen Gesellschaft für Klinische Pharmakologie und Therapie e.V.